# Planta Medica
Planta Medica (abreviado Planta Med.) es una revista médica que cubre las plantas medicinales y los productos bioactivos naturales de origen vegetal. Según los Journal Citation Reports, la revista tiene un factor de impacto de 2,152.

## Métricas de revista
2023
- Web of Science Group : 3.352
- Índice h de Google Scholar: 122
- Scopus: 3.072